# Padogobius bonelli
Padogobius bonelli es una especie de peces de la familia de los Gobiidae en el orden de los Perciformes.

## Morfología
- Los machos pueden llegar a alcanzar los 8,6 cm de longitud total y las  hembras 7,5.
- Número de  vértebras: 28-29.[1][2]

## Reproducción
Tiene lugar entre mayo y julio.

## Alimentación
Come invertebrados  bentónicos. 

## Hábitat
Es un pez de agua dulce, de clima templado.

## Distribución geográfica
Se encuentra en Europa: Croacia, el norte de Italia, el sur de Eslovenia y el sur de Suiza. 

## Observaciones
Es inofensivo para los humanos. 